# Callivates stephanei
Callivates stephanei es una especie de mantis de la familia Mantidae.

## Distribución geográfica
Se encuentra en Surinam y la Guayana Francesa.